# Altsüdarabische Schrift
Die altsüdarabische Schrift ist ein im südlichen Arabien (heutiger Jemen), insbesondere im Reich Saba vom 8. Jahrhundert v. Chr. bis zum 6. Jahrhundert n. Chr. benutztes, meist linksläufiges Konsonantenalphabet mit 29 Zeichen, in einer vom phönizischen Alphabet abweichenden Reihenfolge.

## Entstehung
Die altsüdarabische Schrift entstand wohl Ende des 2. Jahrtausends v. Chr. aus der protosinaitischen Schrift und wurde zum Ursprung der äthiopischen Schrift. Mit der altsüdarabischen Schrift wurde die altsüdarabische Sprache geschrieben, gewöhnlich von rechts nach links. Sie konnte aber auch von links nach rechts geschrieben werden, dann wurden waagerecht gespiegelte Buchstaben verwendet. Auffällig ist das Streben der Zeichen nach Symmetrie und Ausgewogenheit. Die Worttrennung erfolgt durch senkrechte Striche, Zahlzeichen wurden eingeklammert. Neben den unten dargestellten Monumentalzeichen, die in Steininschriften benutzt wurden, wurden für kurze Inschriften auf Holz Kursivbuchstaben verwendet.
Die letzte bekannte südarabische Inschrift stammt von etwa 554 n. Chr. Nachdem der Jemen zu Beginn des 7. Jahrhunderts den Islam übernommen hatte, wurde die südarabische Schrift recht schnell von der arabischen Schrift verdrängt, mit der sie nicht näher verwandt ist.
Nach den ersten Berichten über antike Inschriften im Jemen gelang 1841/42 Wilhelm Gesenius und Emil Rödiger die Entzifferung der südarabischen Schrift.

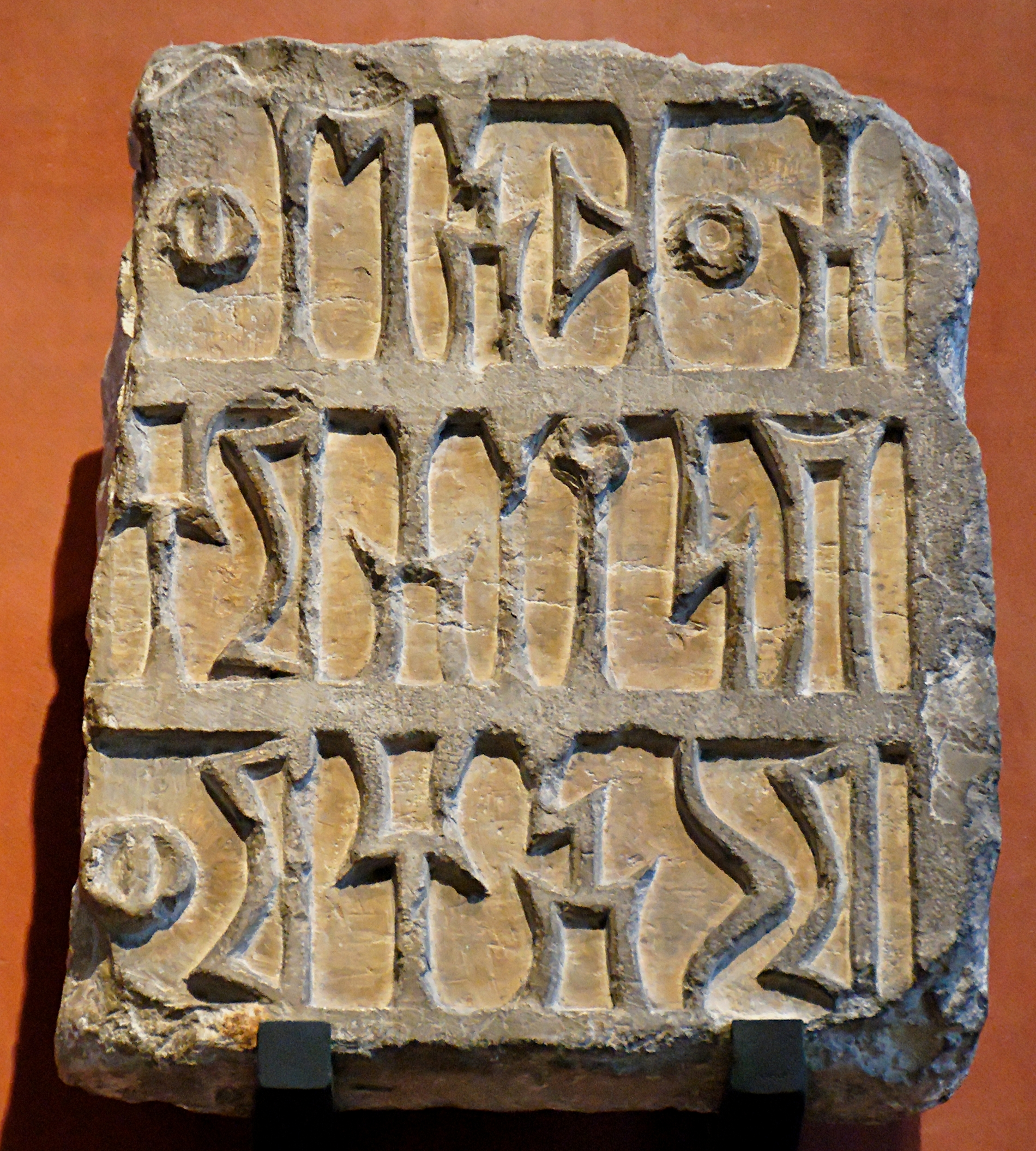
Altsüdarabische Inschrift
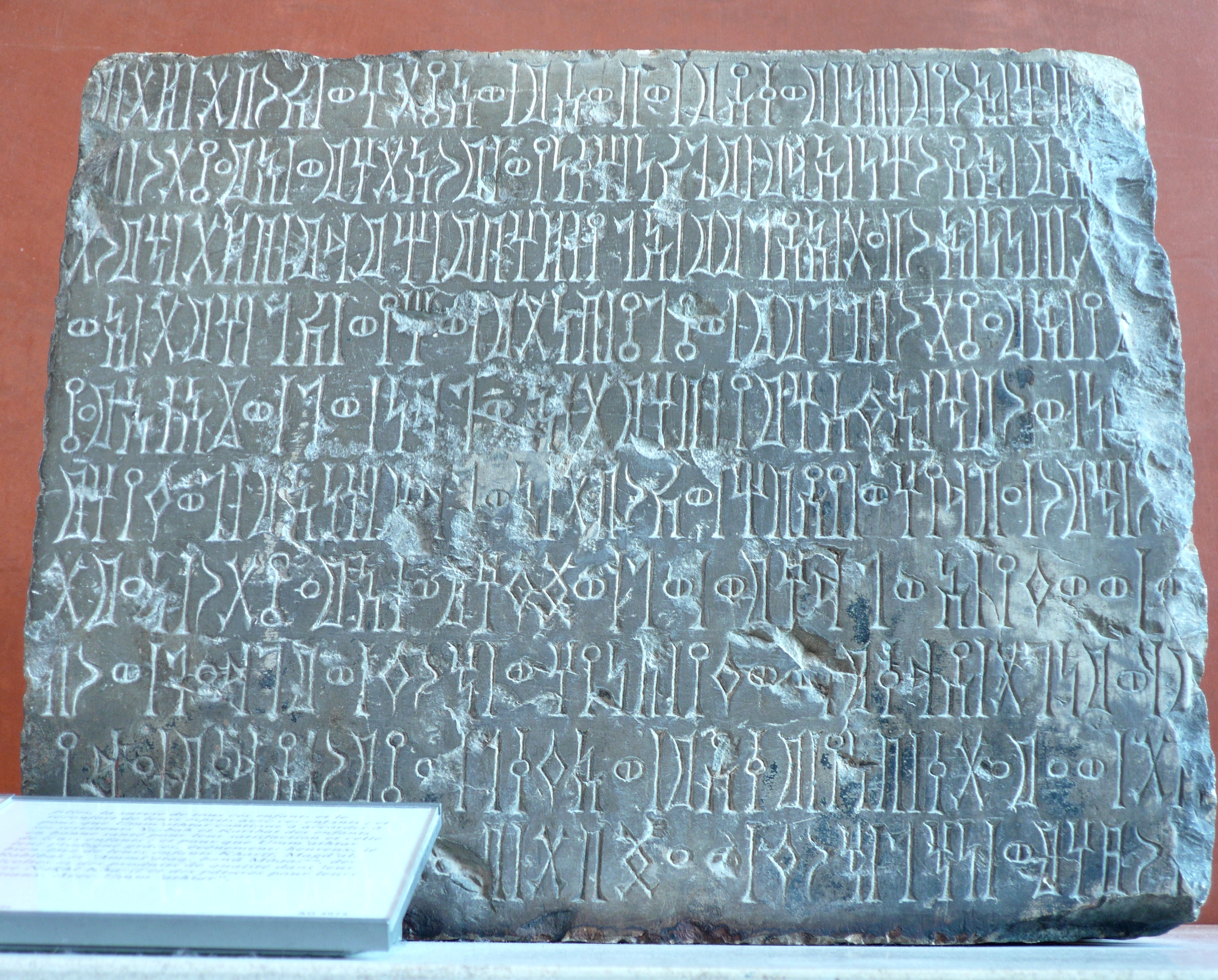
Sabäische Inschrift

## Zeichen
Die altsüdarabischen Zeichen zeigen eine große Breite an Variationen; die folgende Tabelle zeigt standardisierte Formen.
| Zeichen       |     |     |     |     |     |     |        |     |     |     |        |     |     |     |        |     |     |     |      |     |     |     |      |     |     |     |     |       |      |
| 𐩠             | 𐩡   | 𐩢   | 𐩣   | 𐩤   | 𐩥   | 𐩦   | 𐩧      | 𐩨   | 𐩩   | 𐩪   | 𐩫      | 𐩬   | 𐩭   | 𐩯   | 𐩰      | 𐩱   | 𐩲   | 𐩳   | 𐩴    | 𐩵   | 𐩶   | 𐩷   | 𐩸    | 𐩹   | 𐩺   | 𐩻   | 𐩮   | 𐩼     |      |
| Transkription | h   | l   | ḥ   | m   | q   | w   | s2 (ś) | r   | b   | t   | s1 (š) | k   | n   | ḫ   | s3 (s) | f   | ʾ   | ʿ   | ḍ    | g   | d   | ġ   | ṭ    | z   | ḏ   | y   | ṯ   | ṣ     | ẓ    |
| IPA           | [h] | [l] | [ħ] | [m] | [q] | [w] | [ɬ]    | [r] | [b] | [t] | [s]    | [k] | [n] | [x] | [s̪]    | [f] | [ʔ] | [ʕ] | [ɬʼ] | [g] | [d] | [ɣ] | [tʼ] | [z] | [ð] | [j] | [θ] | [tˢʼ] | [θʼ] |

Wörter wurden mit dem Zeichen  getrennt.

## Zahlzeichen
Das Zahlensystem ähnelt stark dem römischen: sowohl für die Potenzen von 10 (1, 10, 100 etc.) als auch für deren Fünffaches (5, 50 etc.) waren eigene Zeichen vorhanden:
| 1    |
| 5    |
| 10   |
| 50   |
| 100  |
| 1000 |

Die dazwischen liegenden Zahlen wurden durch Addition der direkt darstellbaren Zahlen geschrieben, wobei bei den Zahlen bis 999 die Zehner rechts (d. h. vor) den Einern standen: 
17 =  = 10 + 5 + 1 + 1
99 =  = 50 + 10 + 10 + 10 + 10 + 5 + 1 + 1 + 1 + 1
Die Tausender wurden auf zwei verschiedene Weisen geschrieben: sind sie nicht zu groß, wurde einfach das Zeichen  so oft aneinandergereiht, wie Tausender darzustellen waren: 
8000 =  = 8 × 1000.
Höhere Tausender dagegen wurden dargestellt, indem  für 10.000,  für 50.000 und  für 100.000 verwendet wurde: 
31.000 =  = 3 × 10.000 + 1000 (und nicht 1030)
40.000 =  = 4 × 10.000 (und nicht 40)
253.000 =  = 2 × 100.000 + 50.000 + 3 × 1000 (und nicht 3250)
Vielleicht aufgrund dieser Mehrdeutigkeit wurden Zahlzeichen, wenigstens in monumentalen Inschriften, immer durch das phonetisch geschriebene entsprechende Zahlwort verdeutlicht. Um Zahlen von Buchstaben abzutrennen werden Ziffernfolgen durch  umgeben:  = 16.000.
Die meisten altsüdarabischen Zahlzeichen waren gleichzeitig Buchstaben, wobei  = 50 das halbierte  = 100 ist.